# Cătălin Ovidiu Buhăianu-Obuf
Cătălin Ovidiu Buhăianu-Obuf (n. 26 martie 1973, România) este un politician român, fost deputat în   Parlamentul României în legislaturile 2004-2008 și 2008-2012. În legislatura 2004-2008, Obuf Cătălin Ovidiu Buhăianu a fost ales pe listele PSD dar în iunie 2007 a trecut la PD, care ulterior s-a transformat în PD-L. Din februarie 2008, după transformarea PD în PDL, Obuf Cătălin Ovidiu Buhăianu a devenit membru PD-L. În legislatura 2008-2012, Obuf Cătălin Ovidiu Buhăianu  a fost ales pe listele PD-L dar în iulie 2012 a trecut la PSD. În cadrul activității sale parlamentare, în legislatura 2004-2008, Obuf Cătălin Ovidiu Buhăianu  a fost membru în grupurile parlamentare de prietenie cu Islanda, Regatul Norvegiei și Regatul Danemarcei. În legislatura 2008-2012, Obuf Cătălin Ovidiu Buhăianu a fost membru în grupurile parlamentare de prietenie cu Ucraina și Republica Azerbaidjan. 
În 2023, Cătălin Ovidiu Buhăianu - Obuf a fost trimis în judecată pentru complicitate la abuz în serviciu în formă continuată și fals material în înscrisuri oficiale.